# Clan Hayashi (Jōzai)
Pour les articles homonymes, voir Clan Hayashi.
Le clan Hayashi (林氏, Hayashi-shi), famille dirigeante du domaine de Jōzai, est un clan japonais qui fait remonter ses origines au clan Ogasawara, shugo de la province de Shinano. La famille sert le clan Matsudaira (appelé plus tard Tokugawa) depuis son apparition dans la province de Mikawa. Le clan devient famille de hatamoto pendant le shogunat Tokugawa. En 1825, après avoir reçu une augmentation de revenus de 10 000 koku grâce au chef de famille Tadafusa qui est alors wakadoshiyori, la famille Hayashi accède au statut de daimyo.
Le clan Hayashi est célèbre durant la guerre de Boshin à cause des faits d'armes de son chef, Tadataka Hayashi, dans le combat contre les armées impériales. Les Hayashi deviennent roturiers après la reddition de Tadataka à la fin de 1868. Cependant, plus tard durant l'ère Meiji, Tadahiro, le fils adoptif de Tadataka, reçoit le titre de danshaku (baron) dans la nouvelle organisation nobiliaire kazoku japonaise.

## Source de la traduction
- (en) Cet article est partiellement ou en totalité issu de l’article de Wikipédia en anglais intitulé « Hayashi clan (Jōzai) » (voir la liste des auteurs).